# Myrmecophilus termitophilus
Myrmecophilus termitophilus is een rechtvleugelig insect uit de familie mierenkrekels (Myrmecophilidae). De wetenschappelijke naam van deze soort is voor het eerst geldig gepubliceerd in 1959 door Maran.